# Заозерье (Белыничский район)
Заозе́рье (бел. Заазер'е) — деревня в составе Мощаницкого сельсовета Белыничского района Могилёвской области Республики Беларусь. Стоит на реке Клева у озера Заозерское.
До декабря 2012 года входила в состав упразднённого Эсьмонского сельсовета.

## История
В 1676 году упоминается как деревня в Оршанском повете ВКЛ.

## Население
- 2010 год — 82 человека